# RCS Nivellois
RCS Nivellois is een Belgische voetbalclub uit Nijvel. De club is aangesloten bij de KBVB met stamnummer 5710 en heeft blauw, wit en rood als kleuren. De club speelde in haar bestaan enkele seizoenen in de nationale reeksen.

## Geschiedenis
De club ontstond in 1954 in het dorp Baulers als Jeunesse Sportive Baulersoise en ging in de provinciale reeksen spelen.
In de nabijgelegen stad Nijvel speelde sinds de jaren 20 Stade Nivellois, aangesloten bij de KBVB met stamnummer 182. Deze club had in haar bestaan enkele jaren in de nationale reeksen gespeeld, maar verdween in 1963. Datzelfde jaar verhuisde Baulersoise naar Nijvel, wijzigde van naam in Cercle Sportif Nivellois en speelde er voortaan verder als voortzetting van de verdwenen club.
Ook na de verhuis bleef de club nog decennialang in de provinciale reeksen spelen. In 1996 bereikte CS Nivellois voor het eerst de nationale Vierde Klasse, bijna vier decennia nadat voorganger Stade voor het laatst in de nationale reeksen had gespeeld.
CS Nivellois wist zich verschillende seizoenen te handhaven in de middenmoot in Vierde Klasse. In 2004 strandde men echter op een 13de plaats en moest men een eindronde spelen voor behoud. Nivellois verloor de barragewedstrijd van KSK Hoboken en moest naar de interprovinciale eindronde. Daar won men van Knokke FC, maar werd ten slotte verloren van RUS Andenne-Seilles en Lutlommel VV. Na acht seizoenen degradeerde de club zo weer naar Eerste Provinciale.
Bij het 50-jarig bestaan in 2004 werd de club koninklijk en werd de naam Royal Cercle Sportif Nivellois. In 2007 zakte men verder naar Tweede Provinciale.